# 蕉林书屋
蕉林书屋位于河北省石家庄市正定县县城内燕赵大街东侧，正定梁氏宗祠北侧约100米处。

## 历史
康熙六年（1667年），礼部尚书梁清标因担任会试主考得罪权贵，而被解任革职，离京回乡，“公即翩然归里，手葺蕉林书屋，赋诗饮酒，优游泉石间”。蕉林书屋为梁清标这时在正定所建的收藏、读书、会友之所，为布局严谨的四合院，坐北朝南，占地1040㎡，庭院中种植梁清标酷爱的数丛芭蕉。现存建筑面积230㎡，包括正房面阔三间（11 米）、进深两间（7米）、硬山顶，西厢房面阔二间，及后院民国年间增建的绣楼。
蕉林书屋曾经“蓄古书数十万卷”，收藏字画包括王羲之的《兰亭序》、阎立本的《步辇图》、宋徵宗的《柳鸦芦雁图》、及顾恺之的《洛神赋》等。梁清标去世70年后，家道中落，藏品流散。

## 保护
1995年5月10日，蕉林书屋公布为县级重点文物保护单位。目前已整修开放，设有《藏富甲天下 声闻烁古今——蕉林书屋部分藏品陈列》。